# Mỹ Chánh, Châu Thành (Trà Vinh)
Mỹ Chánh là một xã cũ thuộc huyện Châu Thành, tỉnh Trà Vinh, Việt Nam.

## Địa lý
Xã Mỹ Chánh nằm ở phía nam huyện Châu Thành, có vị trí địa lý:
- Phía đông giáp xã Đa Lộc
- Phía tây giáp xã Thanh Mỹ
- Phía nam giáp huyện Trà Cú và huyện Cầu Ngang
- Phía bắc giáp thị trấn Châu Thành và xã Đa Lộc.

Xã Mỹ Chánh có diện tích 26,50 km², dân số năm 2019 là 11.035 người, mật độ dân số đạt 410 người/km².

## Hành chính
Xã Mỹ Chánh được chia thành 8 ấp: Đầu Giồng A, Đầu Giồng B, Giồng Trôm, Ô Dài, Phú Mỹ, Phú Nhiêu, Thanh Nguyên A, Thanh Nguyên B.

## Lịch sử
Ngày 2 tháng 3 năm 1998, Chính phủ Việt Nam ban hành Nghị định số 13/1998/NĐ-CP về việc thành lập xã Mỹ Chánh trên cơ sở điều chỉnh 2.558,3 ha diện tích tự nhiên và 9.495 nhân khẩu của xã Thanh Mỹ.